# Arrows A9
O  A9 foi um modelo da Arrows na temporada de 1986 da F1. Condutores: Christian Danner e Thierry Boutsen.

## Resultados[1]
(legenda) 
| Ano  | Chassi | Motor               | Pneus | N° | Pilotos          | 1   | 2   | 3   | 4   | 5   | 6   | 7   | 8   | 9   | 10  | 11  | 12  | 13  | 14  | 15  | 16  | Pontos | Posição |  |
| ---- | ------ | ------------------- | ----- | -- | ---------------- | --- | --- | --- | --- | --- | --- | --- | --- | --- | --- | --- | --- | --- | --- | --- | --- | ------ | ------- |  |
|      |        |                     |       |    |                  |     |     |     |     |     |     |     |     |     |     |     |     |     |     |     |     |        |         |  |
|      |        |                     |       |    |                  | BRA | ESP | SMR | MON | BEL | CAN | EUA | FRA | GBR | GER | HUN | AUT | ITA | POR | MEX | AUS |        |         |  |
| 1986 | A9     | BMW M12/13 L4 turbo | G     | 17 | Christian Danner |     |     |     |     |     |     |     |     |     |     | Ret |     |     |     |     |     | 01 (1) | 10º     |  |
| 1986 | A9     | BMW M12/13 L4 turbo | G     | 18 | Thierry Boutsen  |     |     |     |     |     |     |     |     |     | Ret |     | Ret |     |     |     |     | 01 (1) | 10º     |  |

↑1  Utilizou o chassi A8 do GP do Brasil até Alemanha (Danner), Hungria (Boutsen) e Áustria (Danner) e do GP da Itália até a última prova por ambos marcando 1 ponto total e o 10º lugar nos construtores.